# Andrew Jennings
Andrew Jennings, född 3 september 1943 i Skottland, död 8 januari 2022, var en brittisk författare och undersökande journalist som avslöjade korruption inom IOK och Fifa. Han arbetade som reporter på flera brittiska dagstidningar och på BBC men slutade på TV-bolaget sedan ledningen vägrat publicera ett arbete om korruption inom Scotland Yard. Jennings bodde i Cumbria och skrev bland annat boken Fult spel – sanningen om fifflet inom Fifa.

## På svenska
- Maktens ringar: mygel, pengar och droger i de olympiska spelen (The lords of the rings) (översättning Reine Mårtensson) (Richter, 1992)
- Fult spel: sanningen om fifflet inom Fifa (The dirty game) (översättning Görgen Antonsson (Pintxo, 2015)